# Elektronische navigatiekaart

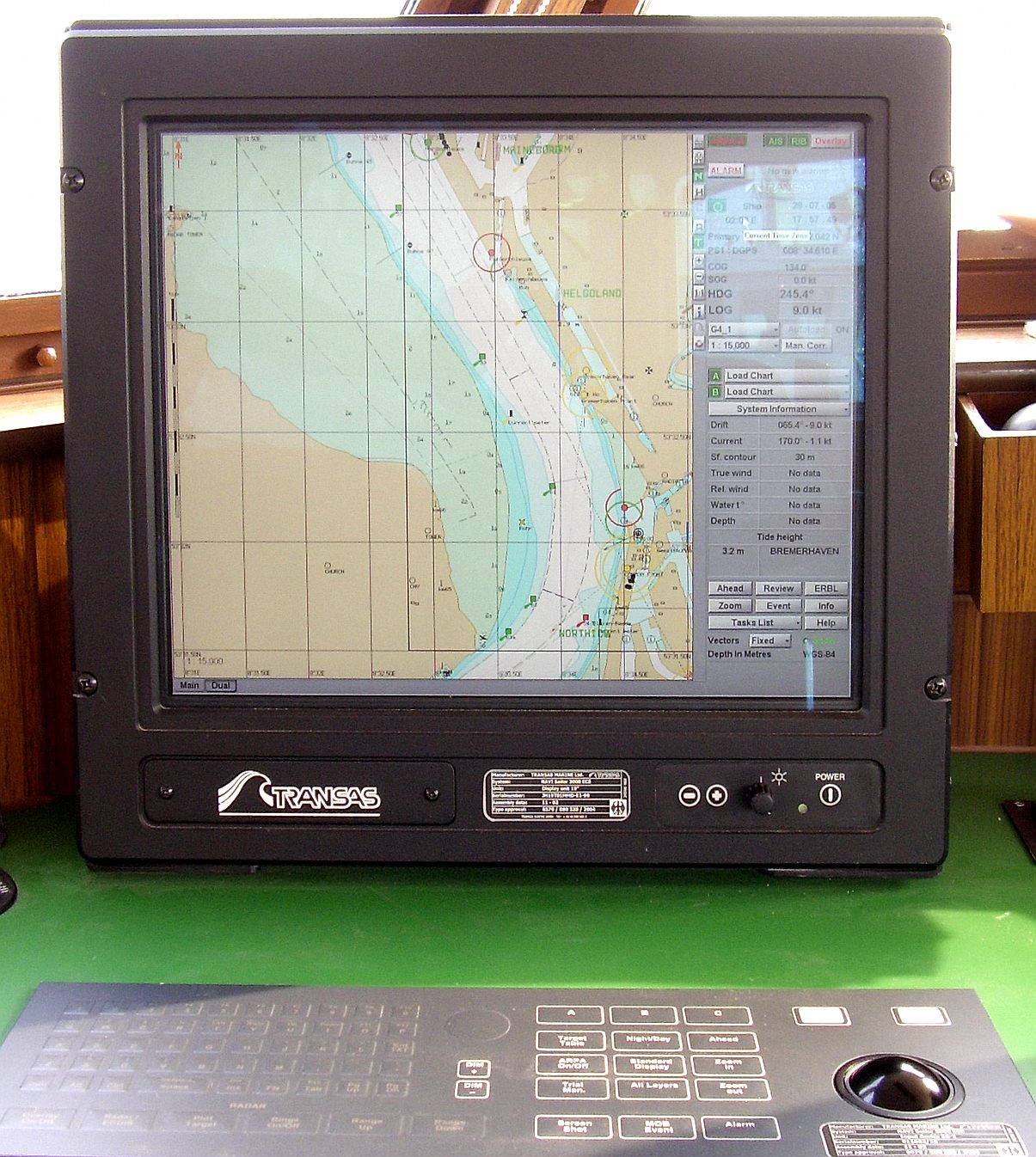
Een elektronische vaarkaart in gebruik

Een elektronische navigatiekaart (electronic navigational chart, ENC), is een elektronische vectorkaart uitgegeven door een nationale hydrografische dienst of gelijkwaardige instelling. Het zijn zeekaarten of vaarkaarten die via een ECDIS kunnen worden weergegeven voor scheepvaartnavigatie.
ECDIS staat voor electronic chart and display information system. Dit is een gecertificeerd systeem waar zonder papieren zeekaarten op genavigeerd mag worden. Een niet-gecertificeerd systeem is een ECS, electronic charting system.

## Terminologie
In de scheepvaart worden verschillende, gedeeltelijk overlappende, namen gebruikt om verschillende types kaarten aan te duiden. 
Enerzijds zijn er de zeekaarten, vaarkaarten en waterkaarten. In strikte zin zijn dit de klassieke papieren kaarten of rasterkaarten. Hierbij handelen zeekaarten over de zee, grote estuaria en belangrijke zeehavens. De vaarkaarten handelen over de inlandse rivieren, meren en kleinere havens. Waterkaarten zijn dan weer een meer algemene benaming voor elk type kaart dat door de scheepvaart kan gebruikt worden om op te navigeren, vaak wordt deze benaming gebruikt om eender welk type onofficiële kaart aan te duiden, ook bvb een ECS.
Naast de papieren kaarten of rasterkaarten, zijn er dus ook de vectorkaarten, die worden onderverdeeld in ENC's, IENC's en ECS'en. Een ENC is een vectorkaart van het zeegebied en bijhorende grote estuaria en havens. IENC's, afkorting voor Inland-ENC betreffen zoals de naam aangeeft vectorkaarten van waterlopen in het binnenland. Zowel ENC als IENC zijn per definitie uitgebracht door een gecertificeerd bron, in de praktijk bijna altijd een hydrografische dienst. Betreft het een onofficiële vectorkaart, dan noemt men dit een ECS, naar de onofficiële ECDIS waarop dit typisch wordt afgebeeld: het electronic charting system.

## Vectorkaart

### Principe en voordelen
Met behulp van een computerprogramma en een databank kan een kaart in op een beeldscherm in vectorweergave worden geprojecteerd. Bij vectorweergave kan men veel meer informatie projecteren en behouden lijnen bij het zoomen hun breedte en puntobjecten hun grootte, in tegenstelling tot rasterweergave. De vectorbestanden zijn ook klein, in vergelijking met rasterbestanden. In 1995 is door IMO en IHO een standaard voor vectorkaarten ontwikkeld.
De vectorgegevens worden in lagen opgeslagen en bevatten alle contouren van een zeekaart, zoals kustlijnen, betonning en lichten. Het zijn vlakken, lijnen en punten en met de onderlinge afstanden kan gerekend worden, bijvoorbeeld tussen het punt waar het schip zich bevindt en een oeverlijn of een baken. Hun kenmerkende eigenschappen zoals positie, kleur en vorm worden in de database bewaard, waardoor toevoeging van ter zake doende gegevens (attributen) aan ieder object mogelijk is en de gegevens selectief zichtbaar kunnen worden gemaakt.
De geïntegreerde weergave op een beeldscherm heeft voordelen tegenover een papieren kaart:
- De mogelijkheid om de diepgang van het eigen schip aan te geven waarna de ENC het dieptebeeld zal aanpassen aan de benodigde veilige diepte afhankelijk van de eigen situatie.
- Kleuren en symbolen kunnen opgevraagd worden wanneer een persoon dat wil.
- Elke objectsoort krijgt een schaal toegevoegd, waarbij het object verdwijnt bij het uitzoomen. Daardoor wordt vermeden dat een kaart met informatie wordt overladen.
- Door de aanwezige informatie over obstakels en gevaarlijke gebieden, kan het systeem een alarm geven ter waarschuwing op het punt dat er nog veilig een andere oplossing genomen kan worden.
- De mogelijkheid van het veranderen van het scherm van dag- naar nachtweergave, zodat de gebruiker 's nachts niet verblind wordt.
- Teksten worden bij het draaien van de kaart altijd rechtstandig getoond.
- Er kan automatisch een route gepland worden.
- De kaart kan gedurende de vaart van het schip automatisch worden gepositioneerd en opgelijnd. Het noorden of de eigen koers kan naar boven gezet worden. Bij de ene draait het schip en bij de andere de kaart bij een koersverandering.

Daarnaast kan elke leverancier extra bewerkingen op de gegevens uitvoeren en voor zijn versie van het systeem nieuwe functies toevoegen.

### Integratie
De elektronische navigatiekaarten worden nauwelijks zelfstandig gebruikt. Ze zijn ontworpen voor het gebruik in andere systemen met toegevoegde waarde, zoals ECDIS voor de zeevaart en Inland ECDIS voor de binnenvaart. In die systemen kunnen nog meer systemen worden geïntegreerd in de kaart, onder andere:
- Het radarbeeld kan met de kaart worden geïntegreerd, ARPA (Automatic RADAR Plotting Aid) verwerkt. Data van een raster-scan radar, of een synthetic ARPA. Daarmee kunnen ook andere schepen in de kaart gezet worden.
- Voor plaatsbepaling kan gebruikgemaakt worden van Differential Global Navigation Satellite System (DGNSS), Global Positioning System (GPS) en voorheen Loran, om deze in de kaart te projecteren.
- De koers van het gyrokompas om te zien wat de koersrichting is, wat er gevaren is en welke kant op. De snelheid van het schip wordt gegenereerd door middel van de aanwijzing van het log, door de NMEA-0183 interface. De vaarrichting en -snelheid kan dus ook aan boord zelf worden gevonden, zonder positiebepalende apparatuur.
- Automatic Identification System (AIS) en Inland AIS.
- het echolood.

### Openheid van informatie
De Europese Unie zet via de PSI-richtlijn de lidstaten aan tot het openbaar maken van informatiemateriaal. De bedoeling is dan ook dat nautische navigatiegegevens minstens in hun ruwe vorm gratis beschikbaar komen voor de gebruiker. Deze doelstelling wordt voorlopig in veel landen echter nog niet gehaald. Voor de beroepsvaart is bijgevolg enkel de aanschaf van kaarten via officiële kanalen een optie, vaak tegen aanzienlijke tarieven. De pleziervaart beroept zich daarentegen meestal op onofficiële afgeleide producten, waarvan enkele hieronder opgesomd. Deze onofficiële waterkaarten blijken echter meestal gebaseerd op verouderde gegevens.
Elektronische waterkaarten voor de pleziervaart worden onder andere geleverd door:
- Navionics
- MarinePlan
- OpenSeaMap
- WinGPS
- PC-Navigo.
- ANWB, gestopt in 2019[1]
- 4tracer

## Regionale situaties en verschillen

### Zeevaart

#### Nederland
In Nederland staat de Dienst der Hydrografie in voor de productie van de ENC's. De hydrografische dienst maakt ook ENC's voor het Caraïbisch gebied.

#### België
In België wordt de productie opgenomen door de Vlaamse Hydrografie. In totaal zijn er 7 ENC's beschikbaar van het Belgisch deel van de Noordzee en de belangrijkste zeehavens.

#### Elders
De meeste landen verzorgen via hun eigen hydrografische dienst de productie van ENC's op hun grondgebied. Enkele Afrikaanse, Zuid-Amerikaanse en Oceanische landen laten bij gebrek aan eigen hydrografische dienst de productie over aan de hydrografische dienst van een ander land. Vaak betreft het dan Frankrijk of het UK, en stonden deze landen vroeger tijdens de Europese kolonisatie ook in voor de kartering van betreffende gebieden. Er zijn overigens ook ENC's beschikbaar van gebieden in internationale wateren, buiten de respectievelijke EEZ's.

### Binnenvaart

#### Nederland
Rijkswaterstaat produceert inland-ENC's voor onder meer de Rijn, Maas, Waal, Lek, IJssel, IJsselmeer, Markermeer, Waddenzee en diverse kanalen. Deze bestanden zijn gratis te downloaden.

#### België
De Vlaamse kustwateren en zeehavens zijn volledig in kaart gebracht als inland-ENC door de Vlaamse Hydrografie, evenals het deel van de Westerschelde tussen de Nederlandse/Belgische grens en de Rupel. De Vlaamse Waterweg staat in voor de kaarten van de andere Vlaamse bevaarbare binnenwateren. In Wallonië worden de IENC's geproduceerd door de Service Public de Wallonie. Er bestaan IENC's van de Maas, Schelde, Samber, Canal du Centre, het Kanaal Nimy-Blaton-Péronnes en het Kanaal Brussel-Charleroi. Deze bestanden zijn gratis te downloaden.

#### Elders
Aangezien elektronische kaarten de basis waren voor de invoering van de River Information Services op de Donau is gepoogd de productie van IENC's voor alle Donau-landen te stroomlijnen. Gedurende het eerste jaar van dit project zijn er zo IENC's in Slowakije, Hongarije, Kroatië, Servië, Roemenië en Oekraïne geproduceerd. Ondertussen is het RIS-systeem uitgebreid naar onder meer het Rijnbekken, waardoor ook Nederland en België aansloten.
De Franse vaarwegbeheerder Voies Navigable de France (VNF) heeft op vaarwegen waar zij bevoegd is vier projecten voor de productie van IENC's:
- Het project op de gehele Rijn dat in samenwerking met de Wasser und Schifffahrtdirektion Sud-West in Duitsland wordt gedaan.
- Het project op de Garonne, waar het transport van vliegtuigdelen voor de Airbus 310 de aanleiding vormde.
- Het project op de Marne dat door het begin van het vervoer van huisvuil op een dode arm van de Marne geïnitieerd werd.
- Het project op de Seine van Parijs naar Rouen.